# Рапча
Рапча (алб. Rapcë) је горанско село у Општини Гора, на Косову и Метохији. По законима привремених институција Косова ово насеље је у саставу општине Драгаш. Насеље се састоји од Горње Рапче и Доње Рапче. Налази се у долини Рапчанске реке. Први пут се помиње када ју је Стефан Душан дао манастиру Св. Архангела Гаврила и Михаила с попом Главатом и попом Рајком. Том приликом су одређене међе села из 1348. године. Иван Јастребов је записао да са селом Рапча граниче села која леже југоисточно, Пакиша и Кошаришта. Између граница тих села је, у Хрисовуљи (цара Душана) се вели, црква која се назива Мратиња. Те цркве више нема, али се виде остаци темеља, који показују да је та црква унеколико већа од уобичајених малих сеоских цркава. Та црква је била на брду и њено име се сачувало у народу у називу тога Мрат. По свему судећи црква је била посвећена светом Мартину.

## Демографија
Насеље има горанску етничку већину.
Број становника на пописима:
- попис становништва 1948. године: 524
- попис становништва 1953. године: 518
- попис становништва 1961. године: 522
- попис становништва 1971. године: 664
- попис становништва 1981. године: 972
- попис становништва 1991. године: 1050

### Попис2011.
На попису становништва 2011. године, Рапча је имала 853 становника, следећег националног састава:
| Попис 2011.‍ | Попис 2011.‍ | Попис 2011.‍ | Попис 2011.‍ | Попис 2011.‍ |
| ----------- | ----------- | ----------- | ----------- | ----------- |
|             |             |             |             |             |
| Горанци     | Горанци     |             | 610         | 71,51%      |
| Бошњаци     | Бошњаци     |             | 171         | 20,41%      |
| Турци       | Турци       |             | 2           | 0,23%       |
| Албанци     | Албанци     |             | 1           | 0,17%       |
| остали      | остали      |             | 34          | 5,62%       |
| неизјашњено | неизјашњено |             | 21          | 2,46%       |
| укупно: 853 |             |             |             |             |